# Chang (harpe)
Pour les articles homonymes, voir Chang.
Le chang est un instrument de musique ancien existant depuis des millénaires en Iran, mais disparu il y a environ trois siècles. C'est une harpe angulaire qui a fait suite à une harpe arquée héritée de Sumer. C'est une cousine de la harpe turque çeng.

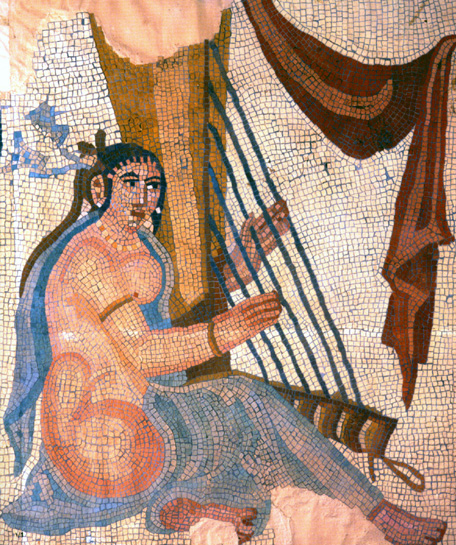
Chang

## Facture
Il en existe deux versions :
- horizontale à neuf cordes ;
- verticale angulaire à 20 ou 30 cordes et verticale arquée à neuf cordes.

Les cordes étaient fixées au moyen d'anneaux de cuir, puis plus tard à l'aide de chevilles.